# Snowboard Verband Deutschland

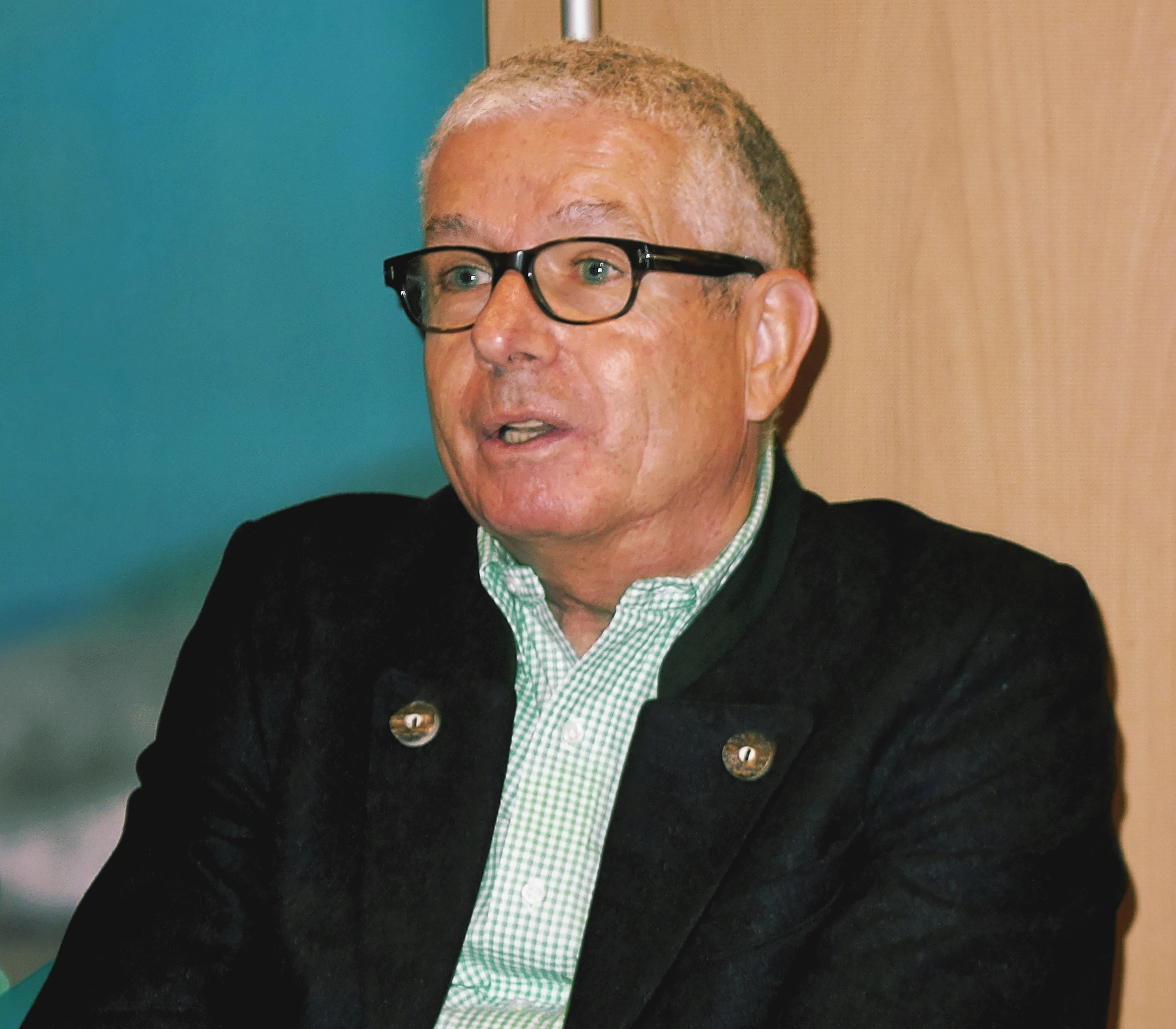
Hanns-Michael Hölz, Präsident des Snowboard Verband Deutschland

Der Snowboard Verband Deutschland e. V. (Snowboard Germany) ist der am 22. November 2002 gegründeter Fachverband für den Snowboardsport in Deutschland. Sitz des Verbandes ist Planegg südwestlich von München.

## Geschichte
Snowboard Germany entstand aus einer gemeinsamen Initiative des Snowboardbereichs des Deutschen Skiverbandes (DSV) und der German Snowboard Association (GSA). Gemeinsam bauten DSV- und GSA-Snowboarder die heutigen Strukturen auf.

## Zuständigkeiten
Die German Snowboard Association setzt dabei ihre Tätigkeit als größter und wichtigster Snowboardverein in Deutschland fort. Das Selbstverständnis der GSA ändert sich insoweit, als sie den SVD als den zuständigen Verband für den Snowboardsport in Deutschland anerkennt und alle Ambitionen, als ein eigener Verband zu gelten, aufgibt. Im Einvernehmen mit dem SVD engagiert sich die GSA für eine gegenseitige Unterstützung zwischen dem neuen Verband und seinem leistungsfähigsten Verein zur Förderung des Snowboardsports auf nationaler und internationaler Ebene.

„Der SVD will das gemeinsame Dach für alle Snowboarder in Deutschland sein, für alle Freerider, Freestyler, Racer und Boardercrosser, vom Breitensport über das Lehrwesen bis hin zum Spitzensport. Der SVD versteht sich als Ansprechpartner für die Industrie, die Wirtschaft und den Tourismus in allen Fragen, die den Snowboardsport betreffen. Er soll sowohl nach innen wie nach außen als Sprachrohr für den Snowboardsport zu dienen.“

## Aufgaben

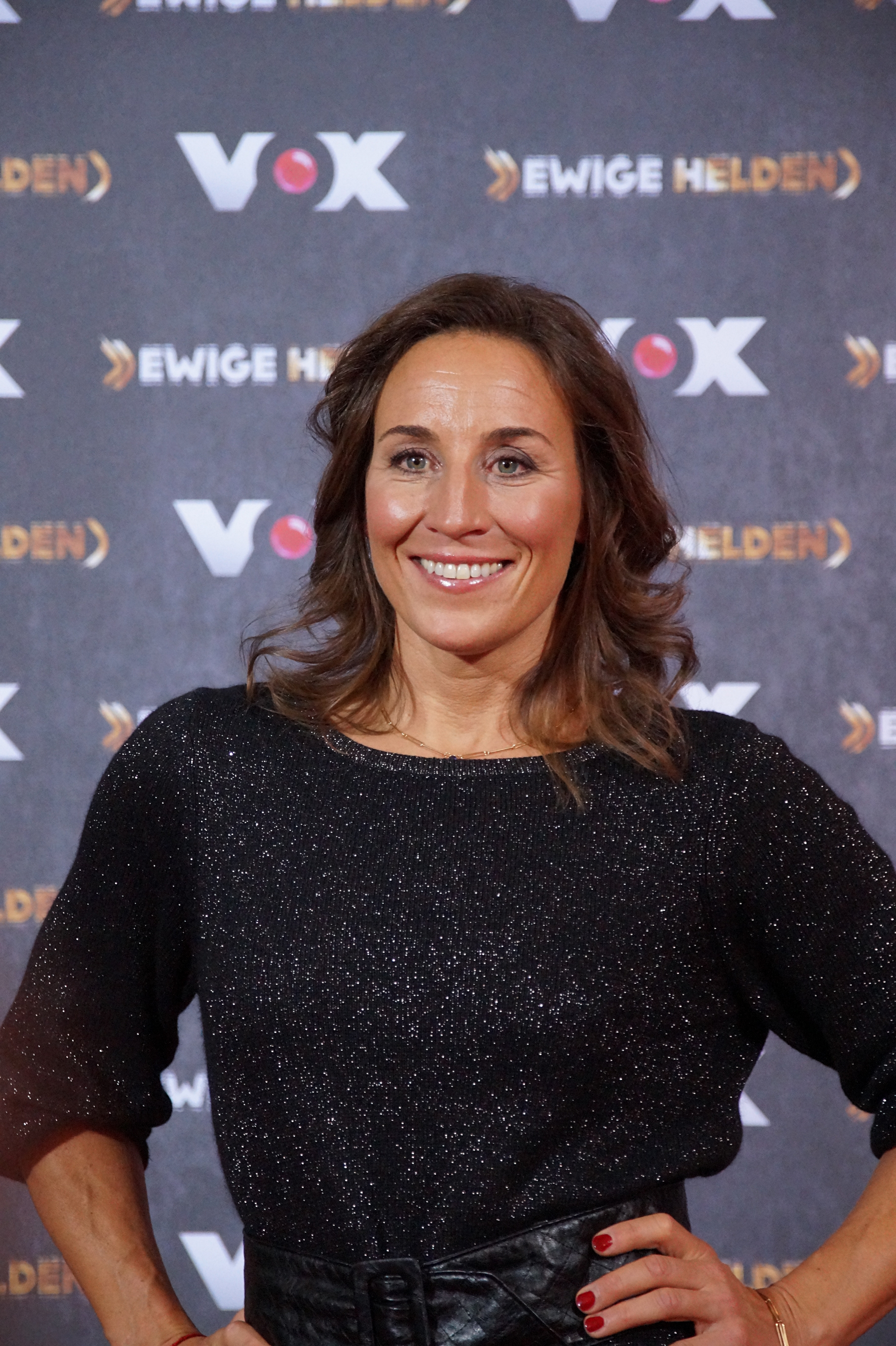
Nicola Thost, Halfpipe-Siegerin bei den Olympischen Spielen 1998

Als Spitzenfachverband ist Snowboard Germany zuständig für die deutsche Snowboard-Nationalmannschaft und ist Mitglied im Nationalen Olympischen Komitee. Auch für die FIS und der WSF (World Snowboard Federation) ist Snowboard Germany der zuständige Ansprechpartner.
Zudem bietet der Verband nationale Rennserien an und richtet die jeweiligen deutschen Meisterschaften aus. Aufgabe des Verbandes ist es, den Snowboardsport in allen Bereichen zu fördern: Vom Breitensport über das Lehrwesen bis hin zum Spitzensport.
Snowboard Germany ist der Dachverband für alle Freerider, Freestyler, Racer und Boardercrosser.

## Nationale Rennserien

### German Race Series
Die German Race Series, kurz GRS, ist eine Nachwuchsrennserie von Snowboard Germany. Gestartet wird in den Disziplinen Slalom und Riesenslalom mit je zwei Durchgängen. Die Rennserie steht allen interessierten Snowboarder offen, eine Vereinszugehörigkeit ist für die Teilnahme nicht notwendig. Gestartet wird bei der German Race Series in den Altersklassen U12, U15 und Open. Bei allen Tourstopps können Punkte für die deutsche Rangliste gesammelt werden, aus der die deutschen Jugendmeister ermittelt werden.
Teil der German Race Series (GRS) sind auch die Junior-FIS-Rennen und die Bayerischen Jugendmeisterschaft.

### Junior Freestyle Tour
Die Junior Freestyle Tour, kurz JFT, ist die jüngste Nachwuchsrennserie von Snowboard Germany. Sie wurde in der Saison 2017/2018 als Nachfolgerin der Flying Potatoes ins Leben gerufen. Sie deckt den Freestyle-Bereich des Verbandes ab. Gefahren wird in den Disziplinen Big Air, Slopestyle und Halfpipe, in den Altersklassen U12, U15 und Open.

### sbxTrophy
Die NOBILE sbxTrophy ist die älteste Rennserie von Snowboard Germany. Die Snowboardcross-Serie fand zum ersten Mal in der Saison 2008/2009 statt. Teilnehmen kann wie bei allen Rennserien von Snowboard Germany Jeder und Jede. Gestartet wird in den Altersklassen U12, U15 und Open. Im Rahmen der sbxTrophy werden die Landesmeisterschaften der Länder Baden-Württemberg und Bayern ausgetragen. Auch die Junior-FIS-Rennen und die deutsche Juniormeisterschaft sind in der Snowboardcross-Serie integriert.

## Anti-Doping-Initiative
Snowboard Germany steht für sauberen, doping-freien Snowboardsport. Um die Gesundheit der Athleten und die Glaubwürdigkeit des Sports zu schützen, ist eine uneingeschränkte Null-Toleranz-Politik beim Thema Doping das Grundprinzip von Snowboard Germany.
Snowboard Germany unterstützt und unternimmt alle zielführenden Aktivitäten im Anti-Doping-Kampf. Prävention ist die Basis dieses Anti-Doping-Kampfes und die Aufklärung der Athleten über verbotene Substanzen und Methoden von Anfang an ist ein wichtiges Anliegen der Trainer und Betreuer von Snowboard Germany.
Sämtliche Athleten und Nachwuchsathleten von Snowboard Germany haben sich mit der Anti-Doping-Ordnung von Snowboard Germany und somit dem nationalen Anti-Doping-Code für einen sauberen und fairen Sport verpflichtet.

## Landesverbände
Den Unterbau des SVD bilden die Landesskiverbände, die mit ihren Mitgliedsvereinen und deren Mitgliedern ordentliche Mitglieder des SVD sind. Hierzu zählen derzeit:
- Bayerischer Skiverband e. V.
- Skiverband Berlin e. V.
- Landes-Skiverband Brandenburg e. V.
- Verband Hamburger Skivereine e. V.
- Hessischer Skiverband e. V.
- Niedersächsischer Skiverband e. V.
- Skiverband Pfalz e. V.
- Skiverband Rheinhessen e. V.
- Skiverband Sachsen e. V.
- Schwäbischer Skiverband e. V.
- Skiverband Schwarzwald e. V.
- Skiverband Schwarzwald-Nord e. V.
- Westdeutscher Skiverband e. V.

Die Landesverbände sind ihrerseits für die Nachwuchsentwicklung zuständig. In Baden-Württemberg (dazu zählen der Skiverband Schwarzwald, der Schwäbische Skiverband und der Skiverband Schwarzwald Nord) geschieht dies durch die Initiative go4snow und die Rookie-Tour.